# Bataille de Carham
La bataille de Carham se déroule à Carham, sur les berges de la Tweed, en 1018. Elle oppose les Northumbriens aux Écossais, alliés aux Bretons du Strathclyde, et se solde par la victoire des seconds, menés par les rois Malcolm II et Owen le Chauve.

## Datation
Plusieurs chroniques de type annales, comme la Chronique de Melrose, l'Historia regum et le Libellus de exordio, s'accordent à placer la bataille de Carham en 1018. Les deux dernières indiquent que les Northumbriens y sont menés par l'ealdorman Uchtred le Hardi, mais la Chronique anglo-saxonne (qui ne mentionne pas la bataille de Carham) affirme que celui-ci est mort en 1016, deux ans plus tôt. Les historiens modernes ont envisagé plusieurs explications pour résoudre cette contradiction. Certains, comme Frank Stenton, estiment que la bataille n'a pas eu lieu en 1018, mais à une date antérieure à la mort d'Uchtred. D'autres considèrent que les armées anglaises n'étaient pas menées par Uchtred, mais par son frère et successeur Eadwulf Cudel. Il est également possible qu'Uchtred ne soit en réalité pas mort en 1016 et que la mention de son décès dans la Chronique anglo-saxonne sous cette année ait été mal interprétée.

## Conséquences
Cette victoire des Écossais semble avoir renforcé la mainmise de l'Écosse sur le Lothian. En 1031, Knut le Grand, roi d'Angleterre, du Danemark et de Norvège se rendit en Écosse et reconnut contre hommage la possession du Lothian à Malcolm.
Après la bataille de Carham, une bonne partie de l'Écosse d'aujourd'hui était sous le contrôle du roi des Scots, bien que les Scandinaves avaient toujours de l'emprise sur le Ross, le Caithness, le Sutherland et les Hébrides extérieures.